# Grand Cape Mount
Grand Cape Mount és un comtat de Libèria. És un dels 15 comtats que comprenen la seva divisió administrativa. Robertsport és la capital d'aquest comtat que comprèn una àrea de 5.162 quilòmetres quadrats. Des del Cens de 2008, aquest comtat tenia 129.055 residents, fent-lo el vuitè comtat més poblat de tota Libèria. Grand Cape Mount posseeix a Catalina Watson-Khasu com Superintendent Distingit. El comtat és limitat per Gbarpolu al nord-est i per Bomi al sud-est. La part del nord de Grand Cape Mount limita amb Sierra Leone, mentre que a l'oest posseeix costes de l'oceà Atlàntic.

## Districtes
S'organitza en cinc districtes:
- Commonwealth
- Garwula
- Gola Konneh
- Porkpa
- Tewor